# Rejon Witosza
Rejon Witosza (bułg.: Район Витоша) – rejon w obwodzie miejskim Sofii, w Bułgarii. Populacja wynosi 36 900 mieszkańców.